# Axiothauma albinodosum
Axiothauma albinodosum är en tvåvingeart som beskrevs av Munro 1946. Axiothauma albinodosum ingår i släktet Axiothauma och familjen borrflugor.
Artens utbredningsområde är Kenya. Inga underarter finns listade.